# لسسیوس مشلان
لسسیوس مشلان (به لاتین: Lessius Mechelen) یک دانشگاه در بلژیک است که در مشلان واقع شده‌است.